# Terrorangrebet mod Dubrovka-teateret i Moskva
Terrorangrebet mod Dubrovka-teateret i Moskva foregik den 23. – 26. oktober 2002, da en gruppe på ca. 40 tjetjenske terrorister angreb et teater i Moskva, Rusland, og tog 912 tilfældige publikum og teaterfolk som gidsler i en to døgn lang gidselaffære, der resulterede i, at alle 40 gidseltagere og 129 af gidslerne blev dræbt og over 700 gidsler kvæstet. Af gidslerne blev kun to dræbt af gidseltagerne, mens resten blev dræbt af myndighederne som følge af den gas, de pumpede ind under deres afsluttende angreb på teatret.
Gidselstagningen endte efter 56 timer med at russiske OSNAZ-styrker pumpede en ukendt gas, formentlig en slags bedøvende gas, ind i ventilationssystemet og derefter stormede teaterbygningerne. Alle gidseltagerne blev dræbt under angrebet.

## Onsdag den 23. oktober 2002, besættelsen af teatret
Gidseltagningen foregik i Dubrovka-kvarteret, i det central Moskva fem minutters gåafstand fra Den Røde Plads, på et teater ved navn Teatercenteret ("Театрального центра"). Omkring kl. 21:15, under opførelsen af en udsolgt forestilling af musicalen Nordøst, kørte omkring 42 tungtbevæbnede terrorister en lastbil op til teateret og besatte det.
Angriberne var anført af tjetjeneren Movsar Barajev, som var arvtager til den dræbte Arbi Barajev. Under angrebet brugte han nom de guerre Yasser. I gruppen af angribere var, noget udsædvanligt, omkring 19 kvinder, som var udstyret med selvmordsbombebælter og pistoler.
Angriberne tog omkring 912 gidsler fra publikummet og teaterfolkene, mens ca. 90 formåede at flygte eller gemme sig. Blandt gidslerne var 100 skolebørn. En gruppe skuespillere, der ventede bag scenen, flygtede gennem et åbent vindue og alarmerede politiet.
Barajev og hans mænd gik straks i gang med at minere teaterbygninger og truede med at dræbe alle gidslerne hvis ikke de russiske styrker i Tjetjenien umiddelbart og betingelsesløst blev trukket ud. De sendte en video ud til pressen hvori de beskrev deres bevæggrunde.
| „ | Alle nationer har en ret til deres egen skæbne. Rusland har taget denne ret fra tjetjenerne og i dag vil vi kræve de rettigheder, som Allah har givet os, tilbage på samme vis som han har givet til alle andre nationer. Allah har givet os retten til frihed og retten til selv at vælge vores skæbne. Og de russiske besættere har oversvømmet vores land med vores børns blod. Og vi har længe længtes efter en retfærdig løsning. Folk er ikke vidende om de uskyldige der dør i Tjetjenien: Sheikerne, kvinderne, børnene og de svage. Derfor har vi valgt denne fremgangsmåde. Denne fremgangsmåde er for det tjetjenske folks frihed og det gør ingen forskel hvor vi dør, og derfor har vi besluttet at det skal være her i Moskva. Og vi vil tage hundredvis af syndere med os i døden. Hvis vi dør, vil andre komme og følge os – vore brødre og søstre som er villige til at ofre deres liv, efter Allahs forskrifter, for at frigøre deres nation. Vores nationalister er døde, men folk har sagt at de, nationalisterne, er terrorister og kriminelle. Men sandheden er at Rusland er den sande kriminelle. Jeg sværger ved Allah, vi er mere opsatte på at dø end I er opsatte på at leve. Hver af os er parate til at ofre os selv for Allah og Tjetjeniens uafhængigheds skyld. | “ |

Mobiltelefonsamtaler med de fangede gidsler afslørede at gidseltagerne var udstyret med håndgranater og andre bomber fastgjort til kroppen, samt at de havde spredt andre bomber ud over hele teateret. Efterfølgende undersøgelser af området viste at der havde været bomber for en samlet sprængkraft svarende til mere end 110 kilo TNT. Den største enkelte bombe var på 20 kilo TNT, hvilket alene ville have været nok til at dræbe alle i teateret hvis den var eksploderet. Derudover var der mere end 25 andre bomber spredt ud over teateret.
Straks myndighederne blev opmærksom på situationen blev de russiske specialenheder fra OMON og SOBR tilkaldt og begyndte at opsætte en afspærring rundt om teateret.

## Torsdag den 24. oktober 2002
- Omkring 3:30-4:00 formåede en ung kvinde, Olga Romanova (26), at trænge uset igennem den militære ring, som russiske sikkerhedsstyrker havde sat op omkring teateret. Hun ville prøve at overtale gidselstagerne til at befri gidslerne, eller i det mindste kvinderne og børnene. Men gidselstagerne, som fejlagtigt antog hun var en "spion", skød hende.[5] Kort tid efter frigav gidselstagerne 15 børn fra en skoleklasse, der havde fået teaterturen som en gave for gode karakterer, samt en mand med svagt hjerte. Det lykkedes to andre kvinder at flygte (en blev såret i maven under flugten). Olgas lig blev senere, stadig under gidseltagningen, fjernet fra teaterbygningen af et lægehold under ledelse af Leonid Roshal.[6]

- FNs sikkerhedsråd krævede en "umiddelbar og betingelsesløs frigivelse" af alle gidslerne. Den russiske regering tilbød terroristerne frit lejde til ethvert tredjeland.[7] Terroristerne lovede derefter at frigive alle ikke-russiske gidsler.

- Terroristerne krævede repræsentanter fra Røde Kors og Læger uden Grænser til stede i teateret som mæglere.

## Fredag den 25. oktober 2002
- I løbet af dagen deltog en række forskellige prominente personer i forhandlinger med gidseltagerne; journalisterne Anna Politkovskaja, Sergey Govorukhin og Mark Franchetti; samt politikerne Jevgenij Primakov, Ruslan Aushev og Aslambek Aslakhanov igen. Gidseltagerne forlangte at forhandle med en officiel repræsentant for Vladimir Putin.

- Gidselstagerne gik med til at frigive 75 fremmede statsborgere iblandt gidslerne, hovedsageligt ukrainere, samt otte børn.

- Et hold læger under Leonid Roshals ledelse fik lov til at komme ind i teateret for at tilse gidslerne.

- Kl. 21:55 blev yderligere fire (aserbajdsjanske) gidsler blev sat fri.

- Omkring midnat skød gidseltagerne inde i teateret mod et gidsel (Gennady Vlakh) som løb mod en af de kvindelige gidseltagere. Men de skød forbi og ramte i stedet to andre gidsler; Tamara Starkova og Pavel Zakharov. Pavel Zakharov blev dødeligt såret,[8] mens Tamara Starkova overlevede, eftersom terroristerne senere løslod hende hende til hospitalsbehandling før teateret blev stormet. Hendes mand (Alexandr Starkov Sergeevich) og 16-årige datter (Elizaveta Starkova Aleksandrovna) døde senere under myndighedernes angreb.

## Lørdag den 26. oktober 2002
- I løbet af den tidlige morgen opfordrede Akhmed Sakajev, som var Aslan Maskhadov udsending til en "tjetjenske verdenskongres" som foregik på hotel Radisson på Amager, København, "ekstremisterne" til at afstå fra forhastede handlinger.

- Omkring 5 om morgenen pumpede de russiske sikkerhedsstyrker en form for udefineret, men formentlig fentanylbaseret og bedøvende, gas ind i teaterets ventilationssystem. Efter at gassen havde fået tid til at virke, stormede specialenheder teateret igennem en række åbninger; heriblandt taget og kloakkerne. Efter omkring halvanden times kamp i teaterets gange, sprængte de russiske styrker døren åben til teaterets hovedsal, hvor de fleste gidsler og terrorister havde befundet sig og hvor gassen havde haft størst effekt grundet det lukkede rum. Nogle få terrorister, der stadig var ved bevidsthed, blev hurtigt nedkæmpet, mens de paralyserede kvindelige terrorister med påspændte bombebælter blev likvideret med et skud i hovedet, da specialstyrkerne frygtende, at de skulle vågne op eller ved krampe udløse bombebæltet.

- Spredte kampe fortsatte i omkring yderligere en halv time i de omkringliggende rum. De første rapporter sagde at tre af terroristerne var blevet taget til fange, mens to af dem havde haft held til at flygte. Alle terroristerne blev dræbt, mens ingen af specialstyrkerne led tab.
- Efter angrebet vedtog parlamentet en lov, der forbød terroristernes familier at få udleveret ligene af deres afdøde familiemedlemmer. Alle terroristerne blev hemmeligt kremeret og asken smidt ud.

## Ofre
To gidsler blev dræbt af gidseltagerne under den fire dage lange gidseltagning. Mindst 127 gidsler, heriblandt 10 børn, blev dræbt af myndighederne under deres angreb på teatret. Blandt de dræbte gidsler var 18 teaterfolk inkl. to piger på hhv. 13 og 14 år. En tredjedel af alle musikere i teatertruppen blev dræbt. 69 børn blev forældreløse som følge af gidseltagningen og myndighedernes angreb. Terroristerne havde ikke nået eller ikke villet sprænge nogen af deres bomber – en del viste sig at være attrapper.
Alle undtagen to gidsler blev dræbt af myndighederne som følge af gassen, de pumpede ind. Nogle gidsler kan også være omkommet under den kaotiske redningsaktion som følge af at have fået indsprøjtninger med modgift mod gasforgiftning to eller flere gange. Nogle af de kvindelige gidsler frygter at gassen kan lede til fødselsdefekter.

## Efterfølge
Terroristlederen Sjamil Basajev tog ansvaret for gidseltagningen, mens Tjetjeniens ikke-anerkendte præsident Aslan Maskhadov gennem hans talsmand Akhmed Zakajev der befandt sig i København på tidspunktet tog afstand fra angrebet, men dog eksplicit valgte ikke at fordømme terroristerne. Rusland krævede efterfølgende at Danmark udleverede Akhmed Zakajev til retsforfølgelse i forbindelse med internationale aftaler om bekæmpelse af terrorisme. Morgenen til onsdag den 29. oktober 2002 blev han arresteret af dansk politi. Dog krævede Danmark at Rusland dokumenterede forbindelse til terrorisme for at ville udlevere Zakajev og gav en frist til den 30. oktober. Han blev holdt af dansk politi i over en måned men frigivet igen da de mente der ikke var tilstrækkelig dokumentation til en udlevering, hvilket medførte en mindre diplomatisk krise mellem Danmark og Rusland. Akhmed Zakajev fortsatte til Storbritannien hvor han også blev arresteret og krævet udleveret til Rusland. Men frigivet på kaution og den 7. december 2002 nægtede Storbritannien endeligt Ruslands udleveringsbegæring og gav ham asyl.
Rusland nægte at forhandle med Aslan Maskhadov og beskyldte vesten for dobbeltmoral og sammenlignede det med at Europa skulle gennemfører forhandlinger med Osama bin Laden.
Aslan Maskhadov blev dræbt af russiske specialstyrker i marts 2005 og Sjamil Basajev i juli 2006. Akhmed Zakajev lever stadig i London.
Mandagen efter terrorangrebet (28. oktober 2002) blev udnævnt til national sørgedag.
På årsdagen for angrebet blev et ti meter højt mindesmærke i granit med tre flyvende traner i bronze, som symbol på sorg, afdækket og et kort stykke derfra en mindetavle med navnene på alle ofrene.
Den 20. december 2012 blev Rusland dømt ved Den Europæiske Menneskerettighedsdomstol for krænkelse af artikel 2 i Den Europæiske Menneskerettighedskonvention (retten til liv), fordi menneskerettighedsdomstolen blandt andet mente, at Rusland ikke havde forberedt sig i tilstrækkelig grad på det angreb, der afsluttede gidseltagningen.